# Glen Ridge (New Jersey)
Glen Ridge è un comune (borough) degli Stati Uniti d'America, situato nello stato del New Jersey, nella contea di Essex.